# Crushed (canción de Imagine Dragons)
«Crushed» (en español: «Aplastado») es una canción escrita, producida e interpretada por la banda estadounidense de pop rock Imagine Dragons, perteneciente a su quinto álbum doble de estudio, «Mercury – Acts 1 & 2», en donde forma parte del «Act 2» como su séptimo tema. Fue fomentada por medio de KIDinaKORNER e Interscope Records el 10 de mayo de 2023, como el último sencillo promocional del álbum.

## Composición
La letra de la canción describe a alguien que siempre está aplastada o atrapada por las expectativas de los demás y que la convierte en alguien que no es. La canción utiliza este tema para hacer referencia a La letra escarlata de Nathaniel Hawthorne con la letra '¿No lo sabes / Que no tienes voz y voto? / Y la "A" escarlata en tu cuello / Tan bonita de rojo'. La guitarra grave y profunda de la canción es similar a las primeras canciones de Radiohead.
En el video «Mercury – Act 2: Track by Track», el vocalista de la banda, Dan Reynolds habló sobre el proceso de producción de «Crushed»:

«Comenzó con Daniel Platzman en su estudio en Las Vegas. [...] Inmediatamente me sentí muy orgánico, me recordó todo lo que me encantaba, como Radiohead en su primer álbum, cuando me enamoré de ellos y sentí ese trasfondo oscuro de narración de historias y luego comencé a escribir letras y melodías. Es la única canción del disco que es realmente personal y estoy completamente listo para sumergirme en el valor lírico de eso.»

## Video Musical
«Crushed» obtuvo su video musical el 10 de mayo de 2023. A diferencia del resto de los videoclips musicales de la agrupación, en este se muestra los destrozos que ha causado la invasión rusa de Ucrania, en el pueblo donde habita un niño de 14 años llamado Sasha, quien junto a su familia perdió su hogar y han vivido desde entonces bajo un Búnker.
Tal y como sucedió con el tema «I Don't Like Myself», la agrupación decidió asociarse con la plataforma United24, con la finalidad de recaudar fondos destinados principalmente a la reconstrucción de los poblados que han sido arrasados por la guerra. En la descripción del video, se encuentra un mensaje que invita a los fans a donar para volver a construir el pueblo en el que habitaba Sasha.

## Lista de canciones
| Disco 2: Mercury – Act 2 |           |                 |          |  |
| N.º                      | Título    | Artista(s)      | Duración |  |
| 7.                       | «Crushed» | Imagine Dragons | 3:08     |  |

## Créditos
Adaptados de Tidal y el booklet de «Mercury – Acts 1 & 2».
Crushed
- Interpretado por Imagine Dragons.
- Escrito por Dan Reynolds, Wayne Sermon, Ben McKee, Daniel Platzman.
- Publicado por Imagine Dragons Publishing (BMI) / Universal/KIDinaKORNER.
- Producido por Imagine Dragons.
- Mezclado por Serban Genea.
- Ingeniería de Mezcla por John Hanes.
- Mezclado en “MixStar Studios” (Virginia Beach, Virginia).
- Masterizado por Randy Merrill en “Sterling Sound” (Nueva York).

℗ 2022 KIDinaKORNER/Interscope Records
Imagine Dragons
- Dan Reynolds: Voz.
- Wayne Sermon: Guitarra.
- Ben McKee: Bajo.
- Daniel Platzman: Batería.

## Historial de lanzamiento
| Región        | Fecha              | Formato                       | Sello discográfico              |
| ------------- | ------------------ | ----------------------------- | ------------------------------- |
| Todo el Mundo | 1 de julio de 2022 | CD Descarga digital Streaming | KIDinaKORNER Interscope Records |